# Parafia św. Katarzyny w Tyczynie
Parafia św. Katarzyny w Tyczynie − parafia rzymskokatolicka znajdująca się w diecezji rzeszowskiej w dekanacie Tyczyn.

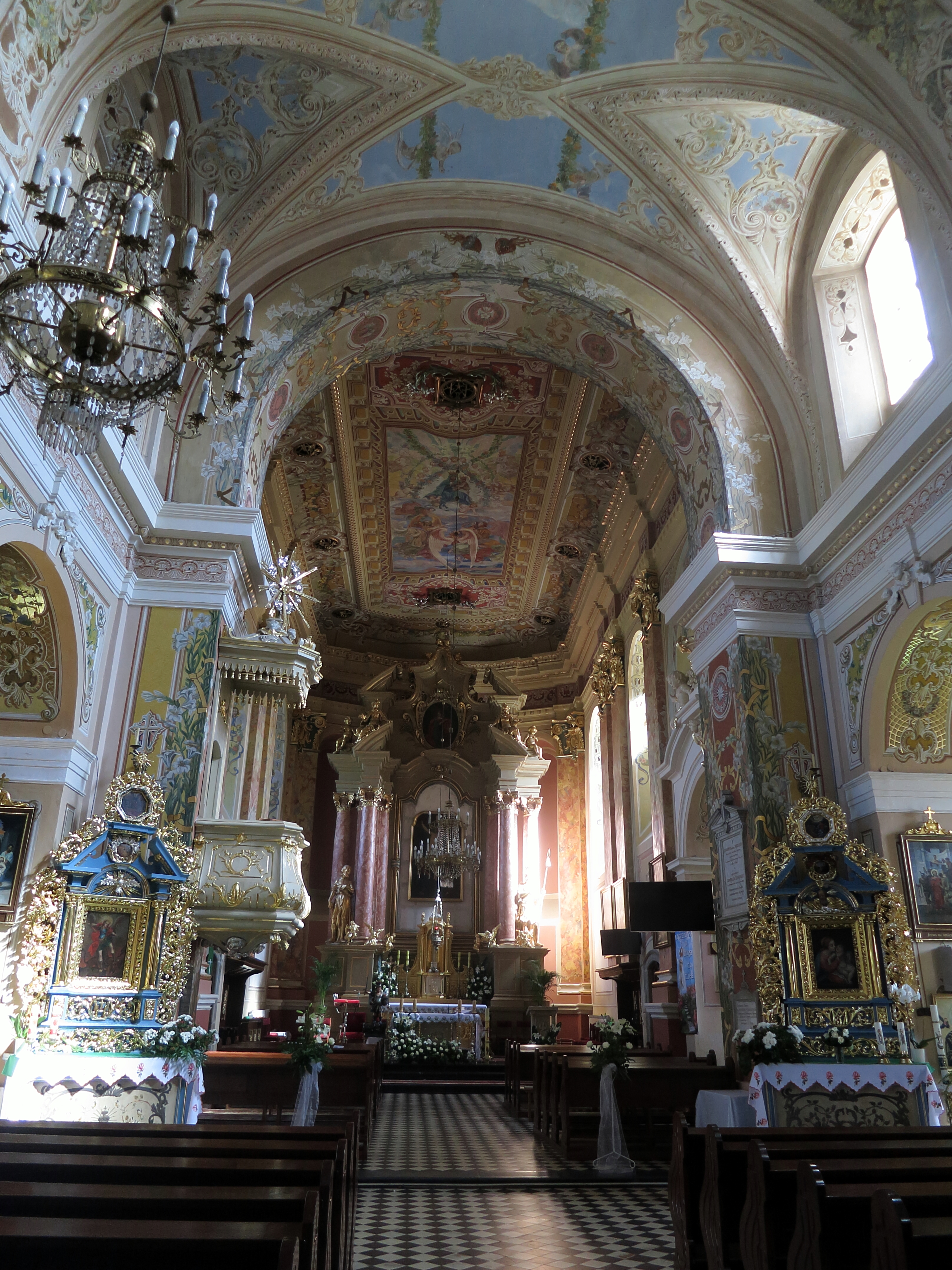
Kościół parafialny św. Katarzyny - barokowe wnętrze